# Pelargonium auritum
Pelargonium auritum är en näveväxtart. Pelargonium auritum ingår i släktet pelargoner, och familjen näveväxter.

## Underarter
Arten delas in i följande underarter:
- P. a. auritum
- P. a. carneum (p. Ensatum. thunberg)